# Reuniony
Reuniony (fr. réunion – „ponowne zjednoczenie”) – polityka realizowana przez króla Francji Ludwika XIV, polegająca na bezkrwawym przyłączaniu do Francji przygranicznych terenów prowincji i miast Rzeszy Niemieckiej, Niderlandów i Sabaudii, na podstawie francuskich orzeczeń sądowych.
Inicjatorem polityki reunionów był intendent Alzacji, Charles Colbert de Croissy, który w latach 70. XVII w. korzystnie interpretując postanowienia pokoju westfalskiego, zdołał oderwać od Rzeszy kilka miast w Alzacji. W 1679 Colbert de Croissy został sekretarzem stanu do spraw zagranicznych. Wkrótce zostały powołane trybunały królewskie w Metzu, Brisach i Besançon, których zadaniem było orzekanie o konieczności przyłączenia do Francji kolejnych terenów. Opierano się przy tym na zawieranych w przeszłości układach, z których wyciągano korzystne dla Francji wnioski. W 1679 i 1680 hrabstwo Montbéliard, własność księcia Wirtembergii, przyłączono do Franche-Comté. Zabór nie spotkał się ze sprzeciwem.
Zachęcony brakiem oporu król Francji przystąpił do dalszych działań. 9 sierpnia 1680 trybunał w Brisach przyznał Ludwikowi XIV prawo do części Alzacji, którą zajęto bez oporu. 30 września 1681 Louvois na czele 3000 żołnierzy zajął Strasburg, którego przynależności do Rzeszy nikt wcześniej nie kwestionował. Ofiarą francuskich aneksji padła także piemoncka twierdza Casale, część Luksemburga, Saarbrucken i Niderlandów Hiszpańskich oraz Księstwo Dwóch Mostów (Zweibrücken), należące do sojusznika Francji, króla Szwecji Karola XI.
Cesarz Leopold I nie zareagował na francuskie aneksje z powodu zagrożenia tureckiego. 15 sierpnia 1684 dzięki mediacji holenderskiej podpisano rozejm w Ratyzbonie pomiędzy Rzeszą a Francją, która zatrzymała zagarnięte tereny na okres 20 lat.
W 1689 wybuchła wojna Francji z Ligą Augsburską, zakończona w 1697 pokojem w Rijswijk. Na jego mocy Francja utraciła większość reunionów, zachowując jedynie Strasburg oraz Saarlouis.